# 小行星4781
小行星4781（英語：4781 Sladkovic）是一颗围绕太阳公转的小行星。1980年10月3日，茲丹卡·瓦弗洛娃在克列特发现了此天体。
这颗小行星的绝对星等为190.1403445794656等。